# BatiBUS
BatiBUS è un protocollo per bus di campo, sviluppato nel 1989 dal pool di aziende Merlin Gerin, Airelec, EDF e Landis & Gyr (che successivamente fondarono il Batibus Club International).
BatiBUS utilizza un doppino per collegare interfacce intelligenti, sensori ed attuatori, che compongono un sistema domotico. La connessione tra i dispositivi segue una topologia libera.
Attualmente è confluito, in seguito al processo di "Convergenza" (maggio 1999) con gli standard EIB ed EHS, nel nuovo standard KNX (Konnex) il quale si propone di diventare il sistema di riferimento europeo per la Domotica.